# Aburina sobrina
Aburina sobrina är en fjärilsart som beskrevs av Heinrich Benno Möschler 1887. Aburina sobrina ingår i släktet Aburina och familjen nattflyn. Inga underarter finns listade i Catalogue of Life.